# La Leonesa
La Leonesa – miasto w Argentynie, w prowincji Chaco, stolica departamentu Bermejo.
Według danych szacunkowych na rok 2010 miejscowość liczyła 8 823 mieszkańców.